# Титульное страхование
Титульное страхование (или страхование правового титула, англ. title insurance) — страхование риска материальных потерь, которые может понести добросовестный приобретатель  вследствие утраты прав собственности на объект недвижимости (здание, квартиру, земельный участок), произошедшей в результате дефекта титула собственности (документа, подтверждающего право собственности на недвижимость).
Правовой титул (в страховании) -  документ, доказывающий законное и исключительное право на владение собственностью. 
Объектом страхования при титульном страховании является право собственности добросовестного приобретателя того или иного объекта недвижимости. Недвижимость нередко становится объектом длинных цепочек сделок купли-продажи. Если в какой-то момент выяснится, что одна из этих сделок (совершенных достаточно давно) была совершена с нарушениями закона и может быть оспорена (например — наследниками), то по решению суда право собственности всех последующих приобретателей может быть аннулировано.
Утрата права собственности на приобретённую на вторичном рынке квартиру может произойти, если когда-то при её приватизации не были учтены права несовершеннолетних детей или если один из её собственников на момент заключения сделки находился в местах лишения свободы. При покупке жилья на первичном рынке утрата (дефект) титула может наступить, если недобросовестный застройщик продаёт одну и ту же квартиру (или один и тот же дом) нескольким покупателям. 
Возможные причины утраты правового титула: 
- нарушение прав третьих лиц (несовершеннолетних детей, неучтенных наследников, предыдущих владельцев и пр.);
- незаконность предыдущих сделок;
- подделка документов, необходимых для совершения сделки;
- мошенничество;
- ошибки регистратора;
- недееспособность сторон сделок;
- неправомочные решения суда.

Одной из типичных ситуаций, когда страхование титула применяется практически всегда, является выдача банком  ипотечной ссуды для приобретения недвижимости (квартиры, дома) на вторичном рынке. В этом случае банк обычно требует не только страхования объекта залога от огня, но и страхование титула.
Типичный размер тарифной ставки при страховании титула - от 0,5% до 1% от страховой суммы (стоимости недвижимости).